# Скшинно (Мазовецьке воєводство)
Скшинно (пол. Skrzynno) — село в Польщі, у гміні Венява Пшисуського повіту Мазовецького воєводства.
Населення — 270 осіб (2011).
У 1975-1998 роках село належало до Радомського воєводства.

## Демографія
Демографічна структура станом на 31 березня 2011 року:
|          | Загалом | Допрацездатний вік | Працездатний вік | Постпрацездатний вік |
| -------- | ------- | ------------------ | ---------------- | -------------------- |
| Чоловіки | 142     | 26                 | 98               | 18                   |
| Жінки    | 128     | 23                 | 70               | 35                   |
| Разом    | 270     | 49                 | 168              | 53                   |